# Imperiul Galactic (Isaac Asimov)

Nava spațială și Soarele - simbolul Imperiului Galactic în seria Fundația

În seriile de romane: Seria Roboților, Seria Imperiul Galactic și Seria Fundația scrise de Isaac Asimov, Imperiul Galactic reprezintă un imperiu format din milioane de planete locuite de oameni de-a lungul Căii Lactee. Simbolul imperiului este Nava spațială și Soarele. Capitala imperiului este planeta Trantor, aflată cât mai apropie de centrul galaxiei noastre, acolo unde viața umană este încă posibilă. Franken I de Kamble a fost primul împărat al Imperiului Galactic, iar Dagobert al IX-lea a fost, posibil, ultimul împărat.